# Balaguer (kommunhuvudort)
Balaguer är en kommunhuvudort i Spanien.   Den ligger i provinsen Província de Lleida och regionen Katalonien, i den östra delen av landet, 400 km öster om huvudstaden Madrid. Balaguer ligger 220 meter över havet och antalet invånare är 16 779.
Terrängen runt Balaguer är platt åt sydost, men åt nordväst är den kuperad. Runt Balaguer är det ganska tätbefolkat, med 54 invånare per kvadratkilometer. Balaguer är det största samhället i trakten. Trakten runt Balaguer består till största delen av jordbruksmark.